# Didier Ilunga Mbenga
Didier Ilunga Mbenga (Kinshasa, 30 de dezembro de 1980) é um basquetebolista profissional belga-congôles, atualmente joga no Los Angeles Lakers da NBA.

## Ligações Externas
- Perfil na Euroleague